# Kuźnica (gemeente)
De gemeente Kuźnica is een landgemeente in het Poolse woiwodschap Podlachië, in powiat Sokólski.
De zetel van de gemeente is in Kuźnica.
Op 30 juni 2004 telde de gemeente 4312 inwoners.

## Oppervlakte gegevens
In 2002 bedroeg de totale oppervlakte van gemeente Kuźnica 133,41 km², waarvan:
- agrarisch gebied: 73%
- bossen: 19%

De gemeente beslaat 6,49% van de totale oppervlakte van de powiat.

## Demografie
Stand op 30 juni 2004:
| Omschrijving                   | Totaal | Totaal | Vrouwen | Vrouwen | Mannen | Mannen |
| ------------------------------ | ------ | ------ | ------- | ------- | ------ | ------ |
| eenheid                        | aantal | %      | aantal  | %       | aantal | %      |
| inwoners                       | 4312   | 100    | 2141    | 49,7    | 2171   | 50,3   |
| bevolkingsdichtheid (inw./km²) | 32,3   | 32,3   | 16      | 16      | 16,3   | 16,3   |

In 2002 bedroeg het gemiddelde inkomen per inwoner 1253,31 zł.

## Plaatsen
Achrymowce, Auls, Białobłockie, Bilminy, Chreptowce, Cimanie, Czepiele, Czuprynowo, Długosielce, Dubnica Kurpiowska, Gładowszczyzna, Kierkielewszczyzna, Klimówka, Kowale, Kowale-Kolonia, Kruglany, Kryski, Kuścin, Kuścińce, Kuźnica, Litwinki, Łosośna Mała, Łosośna Wielka, Łowczyki, Mieleszkowce Pawłowickie, Mieleszkowce Zalesiańskie, Milenkowce, Nowodziel, Palestyna, Parczowce, Pawłowicze, Popławce, Saczkowce, Starowlany, Sterpejki, Szalciny, Szymaki, Tołcze, Tołoczki Małe, Tołoczki Wielkie, Ułeczki, Wojnowce, Wołkusze, Wołyńce, Wyzgi, Zajzdra.

## Aangrenzende gemeenten
Nowy Dwór, Sidra, Sokółka. De gemeente grenst z Białorusią.